# Noonday Dream
Noonday Dream è il terzo album in studio del cantautore britannico Ben Howard, pubblicato il 1º giugno 2018.

## Tracce
1. Nica Libres at Dusk – 6:34
2. Towing the Line – 3:55
3. A Boat to an Island on the Wall – 7:10
4. What the Moon Does – 5:21
5. Someone in the Doorway – 4:56
6. All Down the Mines (Interlude) – 0:47
7. The Defeat – 5:53
8. A Boat to an Island, Part II / Agatha's Song – 4:54
9. There's Your Man – 4:39
10. Murmurations – 6:16

Tracce bonus (Ed. vinile)
1. Bird on a Wing
2. Interlude